# Aerobee

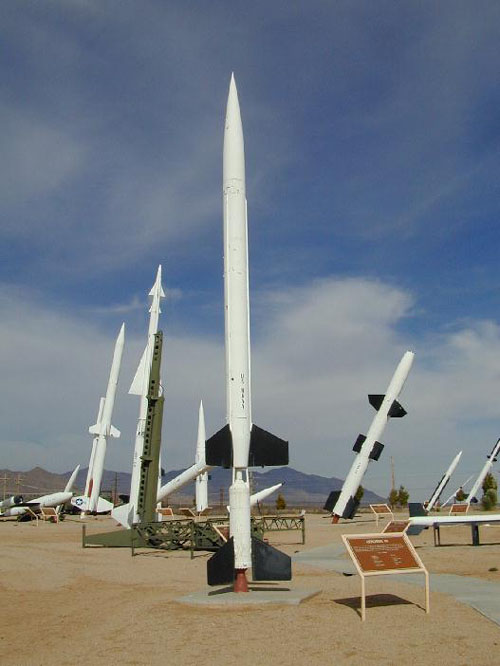
Míssil Aerobee Hi, Museu de míssils de White Sands.

El coet Aerobee va ser un petit (8 m) coet sonda suborbital sense guia que s'usava per fer investigació de l'atmosfera i de la radiació còsmica en els Estats Units en la dècada de 1950. Va reutilitzar la tecnologia de l'Aerojet General X-8.
Va ser construït per Aerojet General. Aquesta empresa va començar a funcionar el 1946 i va disparar el primer Aerobee des de les White Sands Proving Grounds de Nou Mèxic el 24 de juliol de 1947. Va aconseguir una altura de 56 km.
Era un coet de combustible sòlid. Tenia dues etapes, una de combustible sòlid i una altra de àcid nítric/anilina. Podia aconseguir distàncies de 230 km (una variant posterior més de 400 km), la instrumentació enviava telemetria de forma constant i podia recuperar-se amb un paracaigudes. Es llançava des d'una torre de 53 m d'altura per garantir la seva estabilitat fins que els alerones estaven a una altura suficient per ser efectius. Podien transportar fins a 68 kg de càrrega útil a una altura de 130 km.
El primer Aerobee equipat amb instrumentació va ser l'A-5. Es va llançar el 5 de març de 1948 des de White Sands. Va portar instruments per a la investigació de la radiació còsmica fins a una altura de 117,5 km. L'últim vol d'un Aerobee va tenir lloc en 1958. Mitjançant l'Aerobee es van detectar moltes de les primeres fonts de rajos X celestes com Scorpius X-1 i Cygnus X-1. Variants de l'Aerobee es van llançar en 1968 i 1969 per realitzar investigació relacionada amb el programa Apol·lo.
Si tenim en compte totes les seves variants, es van llançar un total de 1037 Aerobees, l'últim el 17 de gener de 1985.

## Dades tècniques

### Aerobee
- Càrrega: 68 kg
- Altitud màxima: 130 km
- Empenyiment a l'enlairament: 18 kN
- Massa total: 727 kg
- Diàmetre del cos principal: 0,38 m
- Longitud total: 7,80 m

### Aerobee 75

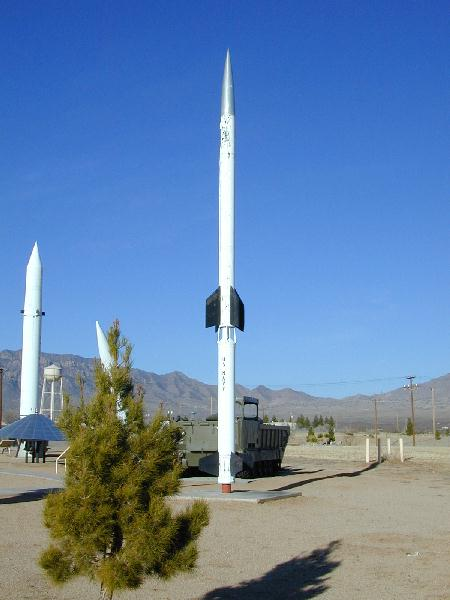
Coet Aerobee 170, Museu de míssils de White Sands.

- Altitud màxima: 80 km
- Empenyiment a l'enlairament: 7,00 kN
- Massa total: 400 kg
- Longitud total: 6,00 m

### Aerobee 150
- Càrrega: 68 kg
- Altitud màxima: 270 km
- Empenyiment a l'enlairament: 18 kN
- Massa total: 930 kg
- Diàmetre del cos principal: 0,38 m
- Longitud total: 9,30 m

### Aerobee 170
- Altitud màxima: 200 km
- Empenyiment a l'enlairament: 225 kN
- Massa total: 1.270 kg
- Diàmetre del cos principal: 0,42 m
- Longitud total: 12,60 m

### Aerobee 170A
- Altitud màxima: 200 km
- Empenyiment a l'enlairament: 217 kN
- Massa total: 1.270 kg
- Diàmetre del cos principal: 0,42 m
- Longitud total: 12,40 m

### Aerobee 170B
- Altitud màxima: 200 km
- Empenyiment a l'enlairament: 225 kN
- Massa total: 1.270 kg
- Diàmetre del cos principal: 0,42 m
- Longitud total: 12,40 m

### Aerobee 200
- Altitud màxima: 250 km
- Empenyiment a l'enlairament: 225 kN
- Massa total: 1.600 kg
- Diàmetre del cos principal: 0,42 m
- Longitud total: 12,60 m

### Aerobee 300
- Càrrega: 45 kg
- Altitud màxima: 300 km
- Empenyiment a l'enlairament: 18 kN
- Massa total: 983 kg
- Diàmetre del cos principal: 0,38 m
- Longitud total: 9,90 m

### Aerobee 300A
De característiques similars a l'Aerobee 300, utilitzava un Aerobee 150A com a primera etapa en lloc d'un Aerobee 150.

### Aerobee 350
- Càrrega: 227 kg
- Altitud màxima: 450 km
- Empenyiment a l'enlairament: 217 kN
- Massa total: 3.839 kg
- Diàmetre del cos principal: 0,56 m
- Longitud total: 15,90 m
- Envergadura: 2,30 m